# Sibirische Ulme
Die Sibirische Ulme (Ulmus pumila) oder Zwerg-Ulme ist ein Laubbaum aus der Gattung der Ulmen. Das Verbreitungsgebiet erstreckt sich über den Osten Sibiriens und der Mongolei bis nach Nord-China.

## Beschreibung
Die Sibirische Ulme ist ein laubabwerfender Laubbaum oder Strauch mit gewölbter Krone, der eine Höhe von 10 bis über 25 Metern erreicht. Der Stammdurchmesser erreicht über 1,5 Meter. Die Zweige sind behaart oder kahl. Die raue Borke ist tief rissig bis furchig. Die gestielten Blätter sind elliptisch bis eiförmig-lanzettlich oder verkehrt-eiförmig, derb, 2 bis 7 Zentimeter lang, spitz oder zugespitzt mit fast symmetrischer Basis. Der Blattrand ist einfach gesägt. Die Blattoberseite ist tiefgrün und kahl, die Unterseite schwach behaart. Es werden zehn bis zwölf eingesenkte Nervenpaare gebildet. Der Blattstiel wird 2 bis 4 Millimeter lang. Die Blüten sind sehr kurz gestielt und stehen in dichten Büscheln. Es werden vier bis fünf Staubblätter mit violetten Staubbeutel gebildet. Blütezeit ist im April. Als Früchte werden scheibenförmige, 1 bis 1,5 Zentimeter große, breit geflügelte Nussfrüchte gebildet. Der Samenkörper steht oberhalb der Mitte in einem tief ausgerandetem Flügelsaum.
Die Chromosomenzahl beträgt 2n = 28.

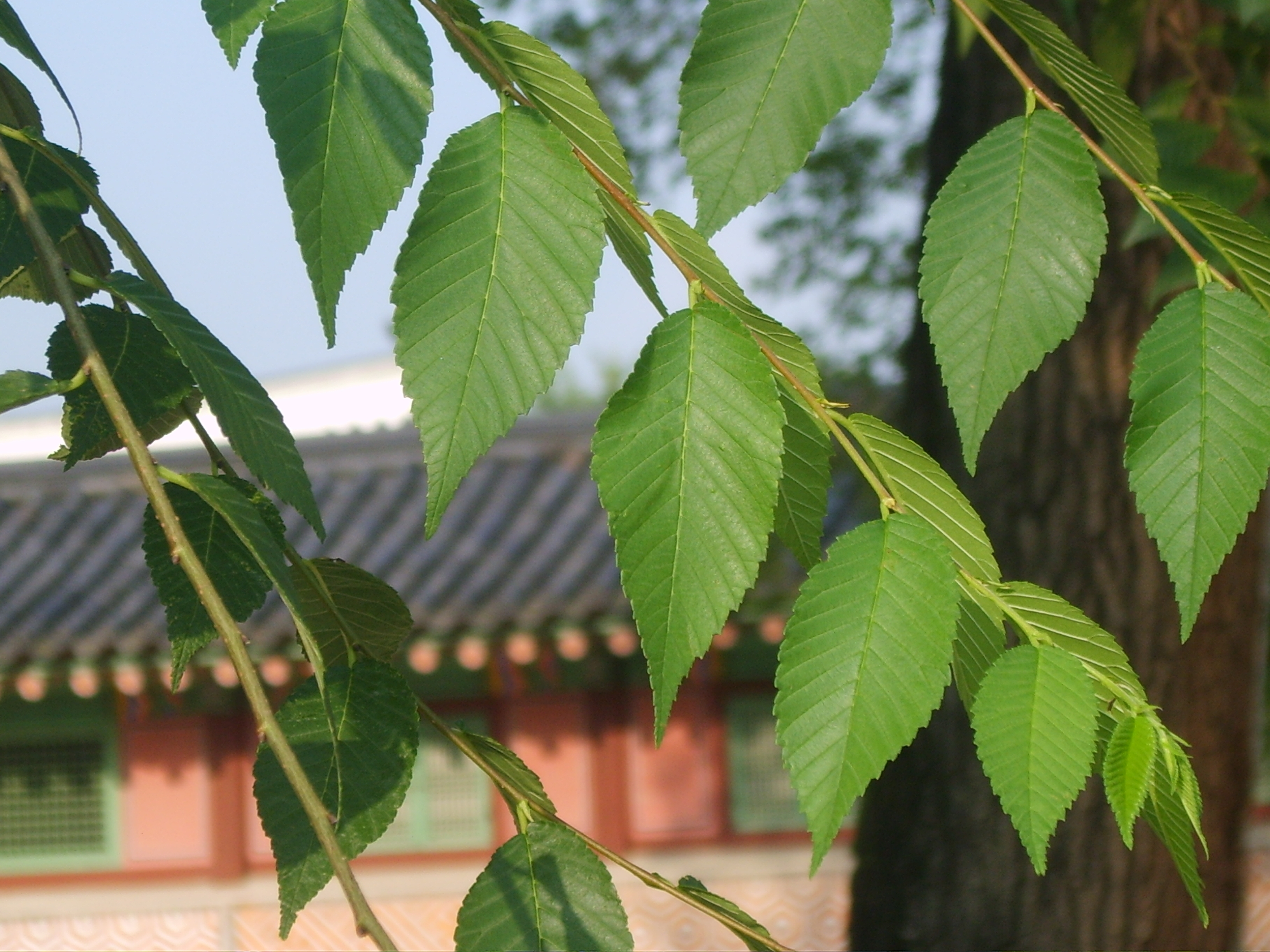
Blätter
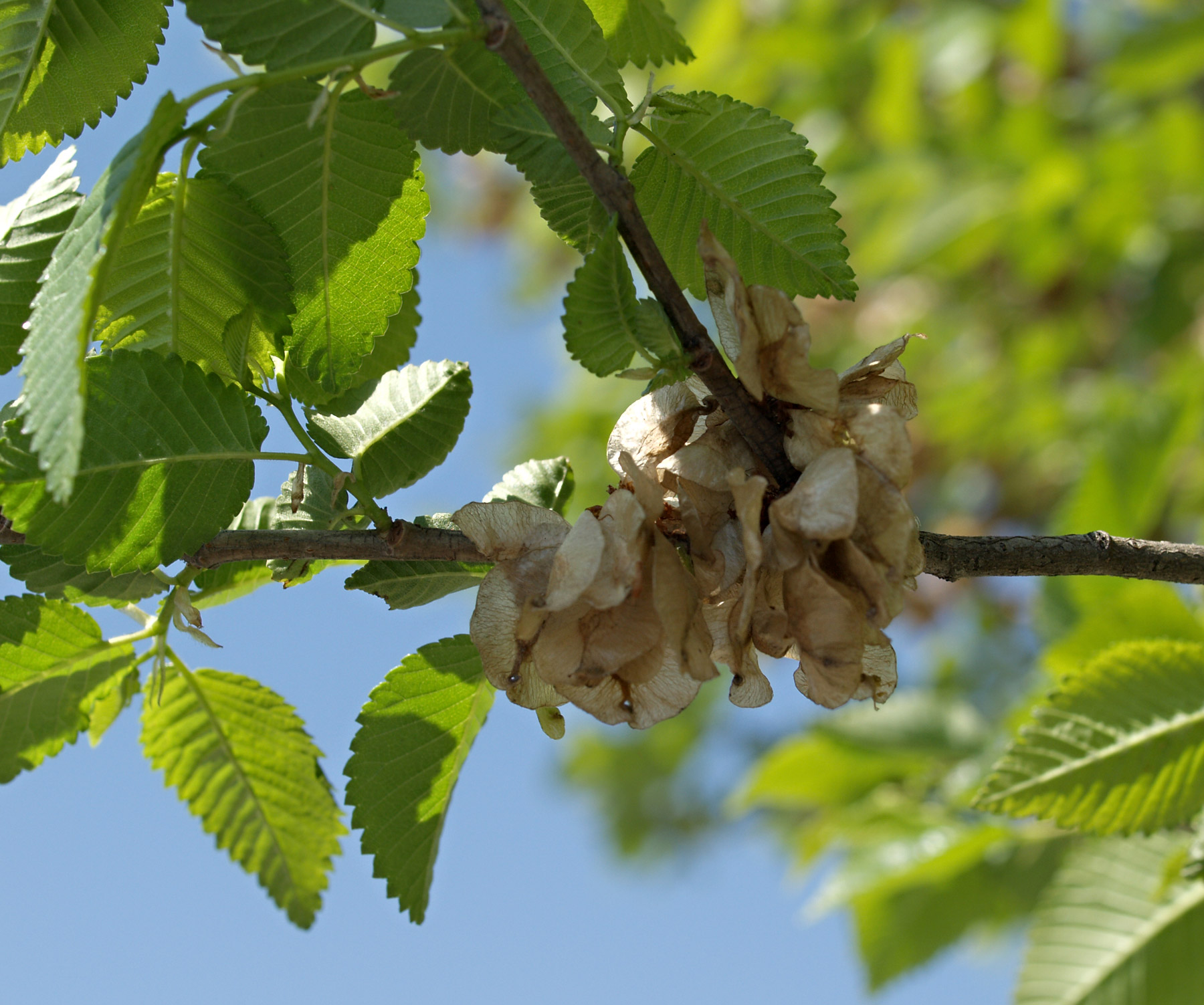
Früchte

## Verbreitung und Ökologie
Das natürliche Verbreitungsgebiet der Sibirischen Ulme erstreckt sich von Ost-Sibirien über das Amur-Gebiet, Mittelasien und der Mongolei bis nach Nord-China. Dort findet man sie als Steppengehölz und in Trockenwäldern auf trockenen bis frischen, schwach sauren bis stark alkalischen, sandigen, sandig-kiesigen oder sandig-lehmigen, nährstoffreichen Böden an sonnigen bis lichtschattigen Standorten. Die Art ist raschwüchsig und unempfindlich gegen Dürre. Sie gilt als widerstandsfähig gegen das Ulmensterben. In den Vereinigten Staaten und in Kanada wurde sie durch den Menschen eingeführt.

## Systematik
Die Sibirische Ulme (Ulmus pumila) ist eine Art aus der Gattung der Ulmen (Ulmus). Dort wird sie der Sektion Ulmus in der Untergattung Ulmus zugeordnet. Ein Synonym der Art ist Ulmus campestris var. pumila Maxim.
Neben der Nominatform Ulmus pumila var. pumila wird die Varietät Ulmus pumila var. arborea Litv. unterschieden, die als Synonym als Ulmus turkestanica Regel bezeichnet und als eigene Art aufgefasst wird. Ihr Wuchs ist anfangs kegelförmig, wobei die Zweige später mehr oder weniger überhängen. Die Blätter sind elliptisch-eiförmig bis eiförmig-lanzettlich, 4 bis 7 Zentimeter lang und einfach gesägt.

## Verwendung
Die Sibirische Ulme wird in den Vereinigten Staaten für Prärieaufforstungen und Windschutzstreifen verwendet. In Mitteleuropa wird meist die Varietät arborea in Parks und Gärten gepflanzt.
Die jungen Früchte sind essbar, sie werden roh verwendet oder gekocht. Ähnlich sind Früchte von Ulmus rubra und Ulmus parvifolia.

## Nachweise